# يوينتاثريوم
اليوينتاثريوم (الاسم العلمي: Uintatherium) ("وحش جبال يوينتا")، هو جنس منقرض من الثدييات العاشبة التي عاشت خلالفترة االإيوسيني. هناك نوعان معترف بهما حاليا:
- (Uintatherium anceps) من الولايات المتحدة خلال الإيوسيني المبكر حتى الأوسط (56-38 مليون سنة مضت).
- (Uintatherium insperatus) من الصين خلال الأيوسيني الأوسط حتى المتأخر (قبل 48-34 مليون سنة).[1]